# Chiesa di San Nidan
La chiesa di San Nidan è una chiesa parrocchiale anglicana nel villaggio di Brynsiencyn, nella parrocchia civile di Llanidan, nel Galles del nord.
È stata costruita tra il 1839 e il 1843, in sostituzione dell'antica chiesa di San Nidan, fornendo così un luogo di culto più vicino al villaggio rispetto alla vecchia chiesa. Alcuni oggetti sono stati spostati qui dalla vecchia chiesa, tra cui il fonte del XIII secolo, due campane del XIV e XV secolo, e un reliquario con i resti di San Nidan.